# Algol (revista)
Algol fue una revista de vanguardia de la cual únicamente se publicó un número en 1947. Detrás de la redacción de la revista estaba el grupo artístico Dau al Set. La revista fue fundada por Joan Pons y Joan Brossa y el editor era Enric Torno i Freixes, todos miembros del grupo. De Algol únicamente se hizo una edición de 100 ejemplares numerados de 12 páginas sobre papel de hilo Guarro. 
Dau al Set fue un grupo vanguardista catalán formado por el poeta Joan Brossa, el filósofo Arnau Puig y los pintores Joan Ponç, Antoni Tàpies, Modest Cuixart  y Joan-Josep Tharrats. Fue un grupo vanguardista muy importante de la posguerra.
La revista incluye textos literarios de Joan Brossa y Arnau Puig, así como ilustraciones de Joan Ponç, Jordi Mercadé y Francesc Boadella.
Este mismo grupo artístico empezó la publicación de una revista con el mismo nombre Dau al set, que fue la continuación de Algol. Esta revista empezó a publicarse en 1948 y tuvo un total de 56 números. Esta publicación también de carácter vanguardista contenía trabajos de Joan Brossa i Arnau Puig así como el de muchos otros escritores.